# Intermission (álbum de Stratovarius)
Intermission es un disco recopilatorio de la banda finlandesa de power metal, Stratovarius. Salió a la venta el 26 de junio del 2001 por la sello discográfico Nuclear Blast. El álbum llegó al puesto número 7 en Finlandia donde permaneció en la tabla finlandesa por 13 semana. El disco está compuesto por 15 canciones (16 en la edición de Rusia). En este álbum el guitarrista Timo Tolkki solo canta la canción "Kill The King" de Rainbow, mientras Timo Kotipelto "I Surrender" de Rainbow y "Bloodstone" de Judas Priest. Este álbum contiene 4 canciones nuevas, versiones, canciones en vivo, Bonus Tracks y demos. Las canciones "I Surrender (live)" y "Hunting High & Low (live)" fueron grabadas en "Tavastia Clubbi" en Finlandia en la ciudad de Helsinki el 25 de noviembre del 2000. En 4 de noviembre del 2011 se volvió a lanzar a la venta con más canciones "Freedom (Demo)" y "Neon Light Chield (Demo)" como Bonus Track por el sello discográfico Edel Music para celebrar el décimo aniversario del disco. Estas 2 nuevas canciones se agregaron a la lista del disco pero esta vez sin "Blackout".

## Listado de Canciones
1. "Will My Soul Ever Rest In Peace?" – 4:56
2. "Falling Into Fantasy" – 5:13
3. "The Curtains Are Falling" – 4:24
4. "Requiem" (Instrumental) – 2:54 (Usada como intro en Visions of Europe)
5. "Bloodstone" – 3:54 (cover de Judas Priest)
6. "Kill The King" – 4:36 (cover de Rainbow)
7. "I Surrender" (live) – 3:46 (cover de Rainbow)
8. "Keep The Flame" – 2:47
9. "Why Are We Here?" – 4:43
10. "What Can I Say" – 5:12
11. "Dream With Me" – 5:13
12. "When The Night Meets The Day" – 5:26
13. "It's A Mystery" – 4:04
14. "Cold Winter Nights" – 5:13
15. "Hunting High & Low" (live) – 4:55
16. "Blackout" (Reissue Edition Bonus Track) - 4:10 (cover de Scorpions)

## Reedición de Intermission
Intermission 2011 El 4 de noviembre de 2011 se volvió a reeditar el disco de rarezas que salió en 2001 por el sello Edel Music. Vuelve a salir con dos canciones más, para celebrar los 10 años de aniversario del disco.

## Listado de Canciones
1. "Will My Soul Ever Rest in Peace?" – 4:56
2. "Falling into Fantasy" – 5:13
3. "The Curtains Are Falling" – 4:24
4. "Requiem" (Instrumental) – 2:54 (Usada como intro en Visions of Europe)
5. "Bloodstone" – 3:54 (cover de Judas Priest)
6. "Kill the King" – 4:36 (cover de Rainbow)
7. "I Surrender" (live) – 3:46 (cover de Rainbow)
8. "Keep the Flame" – 2:47
9. "Why Are We Here?" – 4:43
10. "What Can I Say" – 5:12
11. "Dream With Me" – 5:13
12. "When the Night Meets the Day" – 5:26
13. "It's A Mystery" – 4:04
14. "Cold Winter Nights" – 5:13
15. "Hunting High & Low" (live) – 4:55
16. "Freedom" (Demo Versión) (Limited Edition Bonus Track) – 5:10
17. "Neon Light Chield" (Demo Versión) (Limited Edition Bonus Track) – 4:53

## Miembros
- Timo Kotipelto - Voces
- Timo Tolkki - Guitarra
- Jari Kainulainen — Bajo
- Jens Johansson - Teclado
- Jörg Michael - Batería

## Posiciones
Álbum
| Año  | Chart     | País                 | Posición |
| ---- | --------- | -------------------- | -------- |
| 2001 | Finlandia | Bandera de Finlandia | 7        |
| 2001 | Alemania  | Bandera de Alemania  | 73       |
| 2001 | Suiza     | Bandera de Suiza     | 85       |
| 2001 | Francia   | Bandera de Francia   | 91       |